# Vicsek Tamás
Vicsek Tamás (Budapest, 1948. május 10. –) Széchenyi-díjas magyar fizikus, egyetemi tanár, professor emeritus, a Magyar Tudományos Akadémia rendes tagja. A biológiai fizika és a komplex alakzatok természetben történő kialakulásának neves kutatója. Munkáiban a statisztikus fizika és a fraktálgeometria eszközeit használja.

## Életpályája
1967-ben kezdte meg egyetemi tanulmányai a moszkvai Lomonoszov Egyetem Természettudományi Karán. Itt 1972-ben szerzett fizikusdiplomát. 1976-ban védte meg egyetemi doktori disszertációját a debreceni Kossuth Lajos Tudományegyetemen. Diplomájának megszerzése után az MTA Műszaki Fizikai Kutatóintézetében kapott tudományos segédmunkatársi állást. 1975-ben tudományos munkatársi, 1983-ban tudományos főmunkatársi, 1989-ben tudományos tanácsadói megbízást kapott. 1991-ben átment az Eötvös Loránd Tudományegyetem atomfizikai tanszékére, ahol először szintén tudományos tanácsadóként és címzetes egyetemi tanárként kezdett el dolgozni. Nem sokkal később egyetemi tanárrá nevezték ki. Egy évvel később a tanszék vezetésével is megbízták, amelyet 1996-ig vezetett. 1998-ban új tanszéket alapított, és a biológiai fizikai tanszék első vezetője lett. Tanszékvezetői megbízatása itt 2005-ig tartott, egyetemi tanárként oktat tovább. Emellett 2003-ban az MTA és az ELTE közös Biológiai Fizikai Kutatócsoport vezetésével is átvette. 1999–2000-ben a Collegium Budapest kutatója volt. Számos külföldi intézményben volt vendégkutató: King’s College London (London, 1981), Emory Egyetem (Atlanta, 1983–1985), Yale Egyetem (1988), Notre Dame Egyetem (South Bend, USA, 2004). 1997 és 2000 között Széchenyi professzori, 2003-ban Szilárd Leó-ösztöndíjas volt.
1983-ban védte meg a fizikai tudományok kandidátusi, 1989-ben akadémiai doktori értekezését. 2018-ban professor emeritus címet kapott az ELTE-től. Az MTA Statisztikus Fizikai Bizottságának és a Biofizikai Bizottságnak (1997–1999) lett tagja. 1995-ben a Magyar Tudományos Akadémia levelező, 2001-ben pedig rendes tagjává választották. Ezenkívül 1995-ben a londoni Európai Akadémia is felvette tagjai sorába. 1992 és 2000 között az Amerikai Fizikai Társaság (American Physical Society) tagja volt, 2006-ban tiszteletbeli taggá választották. Emellett az Eötvös Loránd Fizikai Társulat, a Magyar Biofizikai Társaság és a Műszaki és Természettudományi Társaságok Szövetsége (METESZ) tagja. 1988–1990-ben a Szilárdtestfizika újabb eredményei című sorozat, 1992-től a Fractals valamint a Fizikai Szemle című tudományos szakfolyóiratok szerkesztőbizottságának tagja. Emellett dolgozik a Physica A folyóiratnál is.

## Munkássága
Fő kutatási területe a biológiai fizika, ezen belül a komplex alakzatok természetben történő kialakulási folyamata. Munkáihoz a fraktálgeometria, valamint a mikroszkopikus és a statisztikus fizika eszközeit használja.
Pályafutásának elején egyes sűrű folyadékok számszerű (numerikus) vizsgálatával foglalkozott. Az 1970-es évek végén kezdte el kutatni a perkolációelmélet (átszivárgáselmélet) egyes kérdéseit és a klasztermodellek szimulációját. Az 1980-as évek elejétől fraktálgeometriai módszerek alkalmazásával sikerült Vicseknek értelmeznie és leírnia különböző jelenségek széles skáláját. Ilyenek többek között a hegyvonulatok, a hópelyhek, a baktériumtelepek, a folyadékáramlások, valamint egyes aggregációs folyamatok. A baktériumtelepekkel kapcsolatban a kooperatív (együttműködő) biológiai rendszerek kutatása során is foglalkozott, vizsgálatánál felhasználta többek között a magyarországi kutatásoknál gyakran használt Escherichia coli baktériumot. E témakörben a sejttenyészetek és a rajzás biofizikai relációival is foglalkozott. 2000-től elkezdett foglalkozni az emberi viselkedés modellezésével, ezen belül a szinkronizáció, a pánik, valamint a szociális hálózatok területével.
Több mint százhetven tudományos publikáció szerzője vagy társszerzője, ebből öt angol nyelvű könyv. Publikációinak lényeges részét angol nyelven adta közre, de vannak magyar nyelvű művei is. Több közleménye jelent meg nemzetközi jelentőségű folyóiratokban (például a Nature-ben).

## Díjai, elismerései
- Novobátzky Károly-díj (1986)
- Akadémiai Díj (1990)
- Széchenyi-díj (1999)
- Szilárd Leó professzori ösztöndíj (2003)
- Prima Primissima díj (2017)
- Lars Onsager Prize (megosztva, 2020)[2]

## Tagságok
- Amerikai Fizikai Társaság tiszteleti tagja (2006)
- EU ERC Advanced Investigator Grant

## Főbb publikációi
- Orientated Bond Percolation (Kertész Jánossal, 1980)
- Diffusion-Controlled Deposition: Cluster Statistics and Scaling (Rácz Zoltánnal, 1983)
- Dynamic Scaling for Aggregation of Clusters (1984)
- Pattern-Formation in Diffusion-Limited Aggregation (1984)
- Scaling of the Active Zone in the Eden Process on Percolation Networks and the Ballistic Deposition Model (társszerző, 1985)
- Dynamic Cluster-Size Distribution in Cluster-Cluster Aggregation (társszerző, 1985)
- Diffusion-Limited Aggregation and Regular Patterns (Kertész Jánossal, 1986)
- Fractal Growth Phenomena (1989)
- Fraktálnövekedés (1990)
- Self-Affine Growth of Bacterial Colonies (társszerző, 1990)
- Dynamics of Fractal Structures (társszerk., 1991)
- Dynamic Scaling of the Interface in Two-Phase Fluid Flows (társszerző, 1991)
- Anomalous Interface Roughening in Porous-Media (társszerző, 1992)
- Generic Modelling of Cooperative Growth Patterns in Bacterial Colonies (társszerző, 1994)
- Novel Type of Phase Transition in a System of Self-Driven Particles (társszerző, 1995)
- A természet geometriája (1999)
- Simulating Dynamical Features of Escape Panic (társszerző, 2000)
- Biológiai rendszerek statisztikus fizikája (2001)
- Evolution of the Social Network of Scientific Collaborations (társszerző, 2002)
- Global Organization of Metabolic Fluxes in the Bacterium Escherichia coli (társszerző, 2004)
- Uncovering the Overlapping Community Structure of Complex Networks in Nature and Society (társszerző, 2005)
- Hierarchical Group Dynamics in Pigeon Flocks (társszerzőkkel, 2010)
- Multifactor network generator (Pallai Gergellyel és Lovász Lászlóval, 2010)
- Hierarchy Measure for Complex Networks (társszerzőkkel, 2012)
- Controlling edge dynamics in complex networks (Nepusz Tamással, 2012)
- Collective motion (Zafeiris Annával, 2012)
- Flocking algorithm for autonomous flying robots (társszerzőkkel, 2014)
- Friction forces position the neural anlage (társszerzőkkel, 2017)